# Château du Breuil (Le Breuil)
Pour les articles homonymes, voir Château du Breuil.
Le château du Breuil est situé sur la commune du Breuil en Saône-et-Loire, sur une plate-forme dominant l'étang de Torcy.

## Description
Bâtiment de plan rectangulaire flanqué à l'extrémité nord-ouest d'une aile en légère avancée sur les deux façades. En façade, nord-est, les ornements de l'avant-corps consistent en deux pilastres de style ionique et un fronton triangulaire avec oculus. En façade sud-ouest, on trouve deux pilastres toscans et un fronton cintré avec oculus. Des communs ont été disposés à l'entrée du parc boisé.
La propriété est privée et ne se visite pas.

## Historique
- 1365 : la terre appartient à Guinard de Thélis.
- 1375 : Guy de Rochefort en est propriétaire.
- XVe siècle : le domaine passe aux Chargères qui prennent le titre de marquis du Breuil.
- 1569 : acquisition du domaine par les Beaudinot.
- 1718 : au décès du dernier représentant mâle de la famille, Claude-Palamède Beaudinot, capitaine de la Grande Fauconnerie de France, sa fille hérite du domaine ; elle épouse Abraham de Thélis.
- 1779 : restauration du château par Antoine-Palamède, petit-fils d'Abraham.
- 1793 : Antoine-Palamède rejoint l'émigration.
- après la Révolution française : rachat du domaine par le comte de Genest Saint-Didier, neveu du précédent.
- XVIIIe siècle : acquisition par la famille Lhuillier d'Orcières.
- 1910 : achat par la famille Schneider.
- 1931 : le château abrite un centre de formation des Scouts de France (aujourd'hui Scouts et Guides de France).

Mis à la disposition des Scouts de France par Eugène Schneider dès 1962, il en est devenu leur propriété en 1972.